# Lars Pria
Lars Pria (Berlijn, 31 januari 1983) is een Roemeens wielrenner die in 2022 zijn loopbaan afsloot bij MENtoRISE Elite Team CFX.

## Ereplaatsen
2004
1e, 6e etappe Ronde van Milad du Nour
2006
3e, Roemeens kampioenschap op de weg, Elite
2011
3e, Roemeens kampioenschap tijdrijden, Elite
2013
3e, Roemeens kampioenschap tijdrijden, Elite
Gaszmayr · Gazvoda · Grömer · Gründlinger · Hasibeder · Knopf · Kratochvila · Kugler · Lechner · Pavitschitz · Poll · Prengel · Pria · Probst · Reiter · Schinagl · Singer · Ulzen
Bissinger · Dürager · Gerstlohner · Grömer · Hasibeder · Knopf · Kratochvila · Kugler · Lechner · Pavitschitz · Pria · R.Probst · S.Probst · Ranacher · Reiter · Schinagl · Stadler · Taübel · Ulzen
Bauer · Dürager · Edmüller · Erler · Gogl · Grömer · Hasibeder · Jang · Kratochvila · Lechner · Park · Pavitschitz · Pria · Ranacher · Reiter · Schinagl · Schrangl · Stadler · Weineroither · Kendler (stagiair)
Allard · Bueken · Busk · Caseny · Castillo · van Eerd · Frazer · Gálviz · Iparragirre · Miño · Mora · Niño · Pria · Riveros · dos Santos · Sarmiento · Ulloa · Wacker · Samuel (stagiair)
Akanga · Bichlmann · Craven · Debesay · Dörle · Fritz · Hantzsch · Hümbert · Keunecke · Lechner · Mayer · Meron · Pria · Schäfer · Schnapka · Stockhausen · Wills · Wolf · Carstensen (stagiair) · Exner (stagiair)